# Cochrane Argentina
Cochrane Argentina es un Centro parte de la Colaboración Cochrane y organización sin ánimo de lucro. Su fundación estuvo aprobada en la Cumbre de Evidencia Global (Global Evidence Summit) en 2017 y está formado por tres centros asociados. El objetivo de Cochrane Argentina es promover la toma de decisión informada por evidencia siguiendo la Estrategia Cochrane 2020.

## Centros asociados
Los centros asociados son: el Instituto de Efectividad Clínica y Sanitaria (IECS) - (Director de Centro: Agustín Ciapponi), el Centro Rosarino de Estudios Perinatales (CREP) (Director de centro: Edgardo Ábalos), el Instituto Universitario Hospital Italiano de Buenos Aires (IUHIBA) (Director de Centro: Luis Garegnani).

## Actividades
Los "Miembros Cochrane" de estos centros realizan las siguientes actividades:
- Proveen formación para la realización de revisiones sistemáticas.
- Traducen los productos Cochrane para su diseminación.
- Buscan manualmente ensayos clínicos para incorporar en el Cochrane Central Register of Controlled Trials.
- Trabajan con estudiantes en la promoción de decisiones informadas por la evidencia,  en iniciativas como Estudiantes X la Mejor Evidencia (ExME) y en el Wikiproyecto:Medicina/Cochrane.